# Alfio Krancic
Alfio Krancic (Fiume, 1º marzo 1948) è un disegnatore italiano.

## Biografia
Esule da Fiume nel 1949 (la città quarnerina passata alla Jugoslavia nel 1947), Krancic si trasferisce con la sua famiglia in un campo profughi a Firenze, volendo mantenere la cittadinanza italiana. Trascorse i suoi primi anni di vita dal 1949 al 1954 in una caserma, allestita per gli italiani in esilio dalle terre di Istria, Fiume e Dalmazia e altri trasferiti dalle isole greche. Nel 1954 esce dal campo profughi stabilendosi in una casa in campagna nei dintorni di Firenze. All'età di 14 anni si iscrive alla Giovane Italia, associazione studentesca legata al Movimento Sociale Italiano.
Alfio Krancic negli anni settanta inizia a collaborare con periodici giovanili legati all'estrema destra, come Linea e La voce della fogna, diretta da Marco Tarchi. Negli anni ottanta continua a sviluppare la sua passione per la satira, e comincia una lunga carriera su quotidiani nazionali. Nel 1988 pubblica su La Gazzetta di Firenze, nel 1990 sul Secolo d'Italia e nel 1992 Vittorio Feltri lo porta a L'Indipendente prima e poi nel 1994 a Il Giornale, dove continua a pubblicare tutt'oggi una vignetta quotidiana. Inoltre Alfio Krancic ha anche collaborato per la pagina fiorentina de la Repubblica, con L'Italia settimanale, Il Giornale di Bergamo, Oggi, il Corriere Adriatico, La Peste e per l'emittente televisiva Rai 3. 
Alle elezioni politiche del 2013 è stato candidato al Senato per la Fiamma Tricolore in Friuli-Venezia Giulia, senza venire tuttavia eletto. Alle elezioni europee del 2024 è invece candidato con Democrazia Sovrana Popolare in Italia centrale, unica circoscrizione dove la lista è riuscita a presentarsi, raccogliendo 321 preferenze e senza risultare eletto.

## Opere
Ha pubblicato cinque raccolte di vignette:
- Matite Furiose (1994)
- Titanic Italia (1996)
- Guerre stellari (1999)
- Scherzi d'Autore (2004)
- La grande invasione (2014)